# Veronica gorbunovii
Veronica gorbunovii är en grobladsväxtart som beskrevs av Nikolai Fedorovich Gontscharow. Veronica gorbunovii ingår i släktet veronikor, och familjen grobladsväxter. Inga underarter finns listade i Catalogue of Life.